# Capri c'est fini
Singles de Hervé Vilard
Une voix qui t'appelle
(1964) J'ai envie (de vivre avec toi)
(1965)
Pistes de Capri c'est fini
L'amour ou la mort Jean-Noël, c'est Noël
Capri c'est fini est une chanson française, écrite par Marcel Hurten, co-signée et interprétée par Hervé Vilard. Cette chanson rencontra un grand succès en France lors de sa sortie en juin 1965 et lance la carrière du jeune chanteur, alors âgé de 18 ans, en France et en Amérique latine. Enregistrée en sept langues, le titre s'est vendu à 3 millions d'exemplaires, dont plus de 400 000 en France. Le titre se classe numéro 1, notamment au Brésil et en Espagne, et numéro 2 en France. 
Les paroles évoquent une rupture amoureuse, à la suite d'une rupture d'Hervé Vilard avec une jeune fille. Le titre de la chanson fait référence à l'île italienne de Capri, où la relation s'est formée et a perduré, pour désigner le couple qui se sépare, selon le principe de la synecdoque,.

## Historique

### Genèse de la chanson

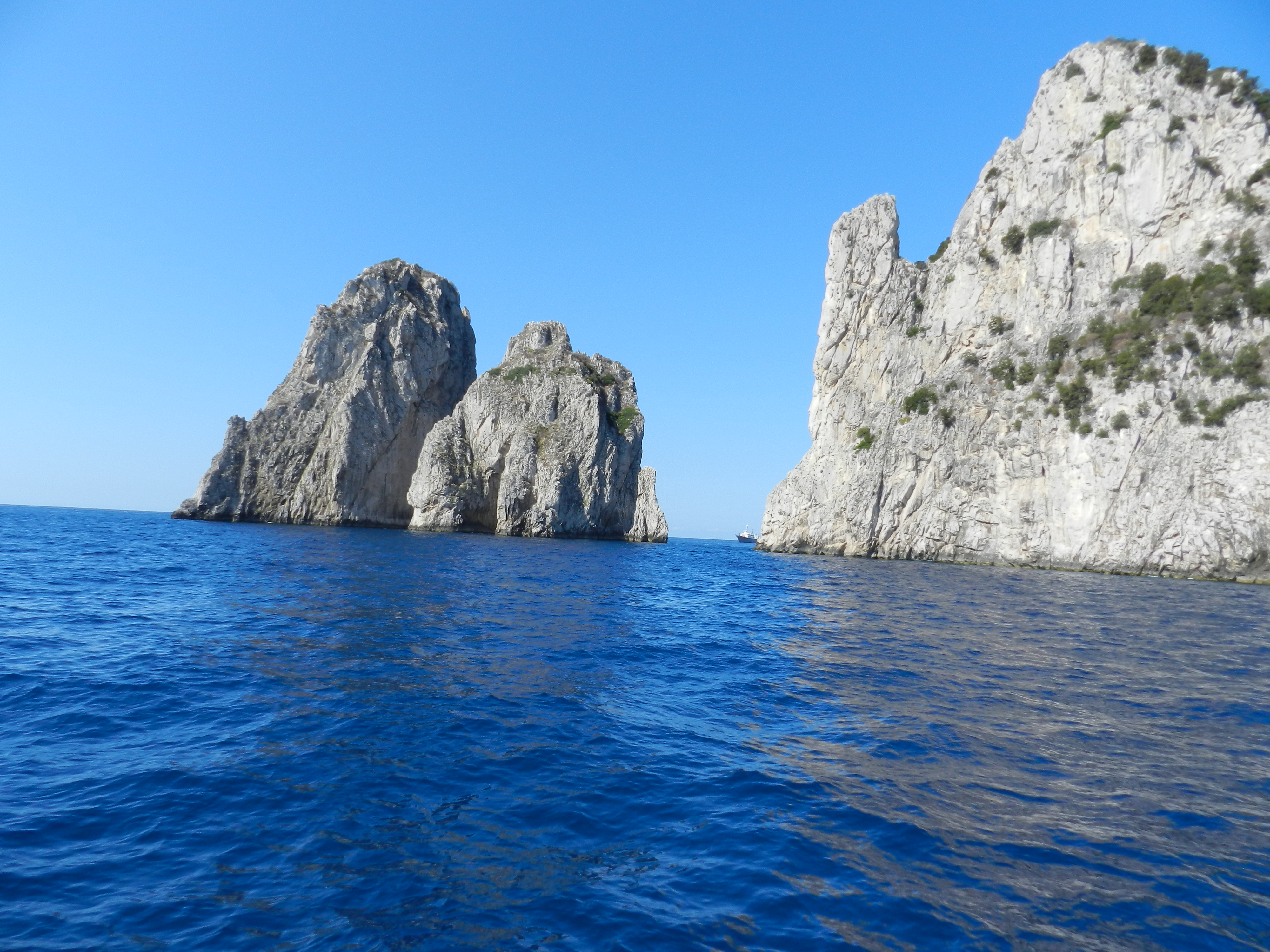
Falaises aux abords de Capri.

Hervé Vilard, qui venait de signer son premier contrat avec Mercury, ne souhaitait pas chanter des chansons en anglais reprises dans le catalogue de sa maison de disques. 
Travaillant à l'élaboration de son deuxième 45 tours, il s'inspire d'une chanson de Charles Aznavour, C'est fini, sortie cette année-là, dans laquelle celui-ci répétait plusieurs fois « c'est fini… ».
Après un échec lors d'une audition, il aperçoit en passant dans un couloir du métro, une affiche publicitaire sur laquelle est écrit « Partez en vacances à Capri ! ». Il rentre chez lui, se met à son bureau et écrit les paroles de la chanson, et compose en sept minutes la mélodie de Capri, c'est fini. Le titre d'origine était Marie, c'est fini, à la suite d'une douloureuse rupture amoureuse avec une jeune fille de Nice.  

### Un succès international
Sa maison de disques, peu enthousiaste, consent finalement à produire le titre. Refusée par le jury du concours la Rose d'or d'Antibes, elle est néanmoins diffusée sur Europe 1 et sort en juin 1965,, sur un EP rassemblant trois autres titres, dont la reprise d'un succès de Jimmy Fontana (Il Mondo) et l'adaptation d'une ritournelle du folklore napolitain. 
La chanson est enregistrée en plusieurs langues et s'écoule à plus de 400 000 exemplaires en France, où elle se classe no 2 des ventes.
Elle se classe également no 1 en Espagne, au Brésil et en Turquie, et dans le top 15 au Chili, en Allemagne, en Autriche, en Suisse germanophone, en Belgique où elle est no 2 et aux Pays-Bas.   
Son tout premier 33 tours, qui inclut douze titres dont Capri, c'est fini et est diffusé dans toute l'Europe, s'écoule à 450 000 unités,.

## Classements hebdomadaires
| Classement    | Meilleure position |
| ------------- | ------------------ |
| Allemagne     | 14                 |
| Autriche      | 15                 |
| Belgique      | 2                  |
| Brésil        | 1                  |
| Chili         | 8                  |
| Espagne       | 1                  |
| France (IFOP) | 2                  |
| Pays-Bas      | 15                 |
| Suisse        | 8                  |
| Turquie       | 1                  |

## Reprises et adaptations

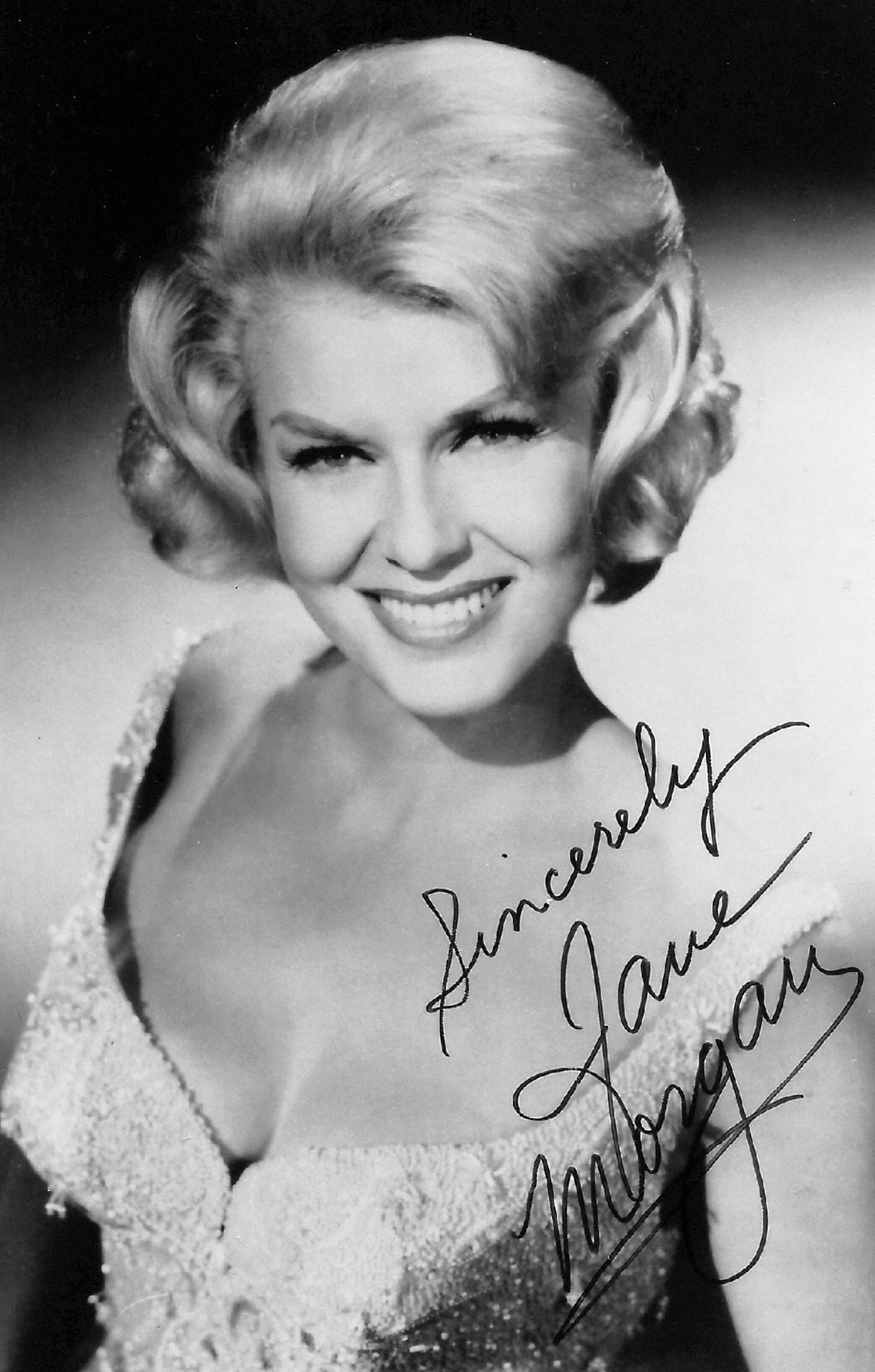
Jane Morgan en 1968. Deux ans plus tôt, elle l'adapte en anglais pour les États-Unis sous le titre Kiss Tomorrow Goodbye.

Cette chanson a fait l'objet de nombreuses reprises et adaptations. En voici quelques-unes :
- en 1965 : Caravelli sur l'album J'aime, en version easy listening ;
- en 1965 : Serge Laprade sur 45 tours au Canada ;
- en 1965 : Lyda Zamora sur 33 tours (Capri se acabo) en Colombie ;
- en 1965 : Amina Y Su Cuadro Gitano (Capri se acabo) version flamenco, en Espagne et en Argentine ;
- en 1966 : Los Telstars sur 45 tours en Espagne
- en 1966 : Adaptation en anglais sous le titre Kiss Tomorrow Goodbye interprété par Jane Morgan aux États-Unis
- en 1967 : Kiss Tomorrow Goodbye  par Vince Hill (en) (sur l'album Always You & Me), en Grande-Bretagne[17] ;
- en 1967 : Kiss Tomorrow Goodbye par Lainie Kazan, aux États-Unis[18] ;
- en 1980 : René Simard sur l'album Un homme au Canada ;
- en 1994 : Ludwig von 88 sur l'album 17 plombs pour péter les tubes, en version punk ;
- en 2004 : Indigo sur l'album Classixties ;
- en 2006 : Kontingent Furax sur l'album compilation Punk Academy, en version punk ;
- en 2008 : Francis et ses peintres avec la participation de Philippe Katerine sur l'album La Paloma.

## Clip
Le clip de la chanson, tourné au château de Chambord, fait partie de ceux qui ont été diffusés dans les juke-box Scopitone dans les années 1960 et 1970. La jeune femme qui apparaît dans le Clip porte le nom d'Anna Gillet. Elle était alors âgée de 17 ans.

## Parodies et inspirations
- Les Nuls ont fait une parodie de L'École des fans dans Les Nuls L'émission, avec la participation de Valérie Lemercier, interprétant la jeune Odeline Fion venue chanter Capri c'est fini. Alain Chabat joue le rôle de Jacques Martin.
- En 2008, dans le film Astérix aux Jeux olympiques de Frédéric Forestier et Thomas Langmann, le personnage Francix Lalannix (Francis Lalanne) parodie différentes chansons connues, dont Capri c'est fini en chantant Gergovie, c'est fini....
- La chanson a inspiré en 1996 le titre du troisième volume de Jeepster, une série de bande dessinée écrite par Patrick Giordano et dessinée par Franck Picard, chez Dargaud ; ainsi que celui d'un spectacle de Kad et Olivier, en 1998.
- En 2005, dans son autobiographie L'Âme seule, Hervé Vilard raconte à propos de Marguerite Duras : « Elle m'a écrit plusieurs lettres et me disait que Capri était pour elle la plus belle chanson d'amour »[19]. L'écrivaine y fait référence en 1992 dans son roman Yann Andréa Steiner :

« Oui. Un jour cela arrivera, un jour il vous viendra le regret abominable de cela que vous qualifiez « d'invivable », c'est-à-dire de ce qui a été tenté par vous et moi pendant cet été 80 de pluie et de vent.
Quelquefois c'est au bord de la mer. Quand la plage se vide, à la tombée de la nuit. Après le départ des colonies d'enfants. Sur toute l'étendue des sables tout à coup, ça hurle que Capri c'est fini. Que C'ÉTAIT LA VILLE DE NOTRE PREMIER AMOUR mais que maintenant c'est fini. FINI.
Que c'est terrible tout à coup. Terrible. Chaque fois à pleurer, à fuir, à mourir parce que Capri a tourné avec la terre, vers l'oubli de l'amour. »

- En 2010, parodie de Stéphane Guillon lors de l’émission Salut les Terriens sur Canal+ : « Capri, c'est gratuit. Et dire que le billet est à 3 000 euros... » concernant le voyage de noces d'Éric Besson qui aurait été payé au frais du contribuable.